# 土師野隆之介
土師野 隆之介（はしの りゅうのすけ、2003年〈平成15年〉4月19日 - ）は、日本の俳優、タレントである。神奈川県出身。

## 出演

### テレビドラマ
- おかしなふたり（2006年1月3日・4日、フジテレビ） - 直（幼少期） 役
- 白夜行（2006年1月12日 - 3月23日、TBS） - 桐原亮司の息子 役
- 私が私であるために（2006年10月10日、日本テレビ）
- 生徒諸君!教師編（2007年4月20日 - 6月22日、テレビ朝日） - 樹村和輝 役
- バッテリー（2008年4月3日 - 6月12日、NHK総合） - 巧（幼少期）役
- 絶対彼氏 〜完全無欠の恋人ロボット〜 第3話（2008年4月29日、フジテレビ） - 男の子 役
- 33分探偵（2008年8月2日 - 9月27日、フジテレビ）
- 外科医 鳩村周五郎 血ぬられた挑戦状（2009年3月27日、フジテレビ） - 男の子 役
- BOSS（2009年4月16日 - 6月25日、フジテレビ）
- ザ・クイズショウ（2009年4月18日 - 2009年6月20日、日本テレビ） - 神山（幼少期） 役
- 華麗なるスパイ（2009年7月18日 - 9月26日、日本テレビ） - 京介（幼少期） 役
- オルトロスの犬（2009年7月24日 - 9月25日、TBS） - 翔太 役
- 都市伝説セピア 死者恋（2009年7月26日、WOWOW） - 幸生 役
- 働くゴン!（2009年9月23日、日本テレビ） - 鏡海人 役
- 輪廻の雨（2010年1月4日、フジテレビ） - 男の子 役
- 泣かないと決めた日 第6話（2010年3月2日、フジテレビ） - 栗田隼人 役
- 夏の恋は虹色に輝く 第1話（2010年7月19日、フジテレビ） - いじめっこ 役
- 居酒屋もへじ（2011年9月25日、TBS） - 米本実 役
- 水戸黄門 最終回スペシャル（2011年12月19日、TBS / C.A.L） - 太吉 役
- 鍵のかかった部屋 第1話（2012年4月16日、フジテレビ） - 松田大輝 役
- TOKYOエアポート〜東京空港管制保安部〜 第1話（2012年10月14日、フジテレビ） - 渡辺健太 役
- レジデント〜5人の研修医 第5話（2012年11月15日、TBS） - 田村ハル 役
- ビブリア古書堂の事件手帖 第7話（2013年2月25日、フジテレビ） - 須崎正人（10歳時） 役
- DOCTORS〜最強の名医〜 スペシャル（2013年6月1日、テレビ朝日） - 雪村遼 役
- リミット（2013年7月12日 - 9月27日、テレビ東京） - 神矢優太郎 役
- ビター・ブラッド〜最悪で最強の親子刑事〜 第2話（2014年4月22日、フジテレビ） - 今村和道 役
- マルホの女〜保険犯罪調査員〜 第4話（2014年5月9日、テレビ東京） - 金子優人 役
- 天才を育てた女房（2018年） ‐ 岡煕哉 役

### バラエティ
- 夢情報〜夢野家の人々（テレビ朝日）
- こたえてちょーだい!（フジテレビ）
- スパイスTV どーも☆キニナル!（フジテレビ）
- beポンキッキーズ（2011年7月18日 - 2012年3月30日、BSフジ）

### 映画
- ロック 〜わんこの島〜（2011年） - 野山芯 役
- MONSTERZ モンスターズ（2014年） - 田中終一（少年時代） 役
- ロボット修理人のAi（愛） (2021年） - 主演・倫太郎 役
- 未帰還の友に（2023年） - 鶴田 役[2]

### オリジナルビデオ
- 仮面ライダー555 20th パラダイス・リゲインド（2024年） - コウタ / ゲッコーオルフェノク 役[3]

### Webドラマ
- 仮面ライダー555殺人事件（2024年1月28日・5月5日、東映特撮ファンクラブ） - コウタ 役[4]